# Тонга на літніх Олімпійських іграх 2004
Тонга брала участь у Літніх Олімпійських іграх 2004 року в Афінах (Греція) ушосте за свою історію, але не завоювала жодної медалі. Збірну країни представляли п'ять спортсменів (у тому числі — одна жінка), які брали участь у змаганнях з боксу, дзюдо, легкої атлетики і стрільби з лука.

## Бокс
Спортсменів — 1
| Спортсмен           | Категорія   | 1/8 фіналу                    | Чвертьфінал          | Півфінал             | Фінал                |
| Спортсмен           | Категорія   | Суперник і результат          | Суперник і результат | Суперник і результат | Суперник і результат |
| ------------------- | ----------- | ----------------------------- | -------------------- | -------------------- | -------------------- |
| Сина Маатового Хоук | Понад 91 кг | Джейсон Естрада Поразка 11:30 | Не пройшов           | Не пройшов           | Не пройшов           |

## Дзюдо
Спортсменів — 1
Чоловіки
| Спортсмен   | Категорія | 1/32               | 1/16                        | 1/8                | 1/4                | 1/2                | 1-й дод. Раунд     | Втішити. Чверть-фінал | Втішити. Напів-фінал | За 3 місце         | Фінал              |
| Спортсмен   | Категорія | Суперник Результат | Суперник Результат          | Суперник Результат | Суперник Результат | Суперник Результат | Суперник Результат | Суперник Результат    | Суперник Результат   | Суперник Результат | Суперник Результат |
| ----------- | --------- | ------------------ | --------------------------- | ------------------ | ------------------ | ------------------ | ------------------ | --------------------- | -------------------- | ------------------ | ------------------ |
| Акапей Лату | до 73 кг  | -                  | Нуреддін Ягуб Поразка Іппон | Закінчив виступ    | Закінчив виступ    | Закінчив виступ    | Закінчив виступ    | Закінчив виступ       | Закінчив виступ      | Закінчив виступ    | Закінчив виступ    |

## Легка атлетика
Спортсменів — 2
Чоловіки
| Спортсмен     | Вид  | Забіг     | Забіг | Чвертьфінал | Чвертьфінал | Півфінал   | Півфінал   | Фінал      | Фінал      |
| Спортсмен     | Вид  | Результат | Місце | Результат   | Місце       | Результат  | Місце      | Результат  | Місце      |
| ------------- | ---- | --------- | ----- | ----------- | ----------- | ---------- | ---------- | ---------- | ---------- |
| Філіпо Мюллер | 100м | 11,18     | 9     | Не пройшов  | Не пройшов  | Не пройшов | Не пройшов | Не пройшов | Не пройшов |

Жінки
| Спортсмен   | Вид            | Кваліфікація | Кваліфікація | Фінал      | Фінал      |
| Спортсмен   | Вид            | Результат    | Місце        | Результат  | Місце      |
| ----------- | -------------- | ------------ | ------------ | ---------- | ---------- |
| Ана Поухіла | Штовхання ядра | 15,33        | 32           | Не пройшла | Не пройшла |

## Стрільба з лука
Спортсменів — 1
Чоловіки
| Спортсмен       | Кваліфікація | Кваліфікація | 1/32                           | 1/16            | 1/8             | Чвертьфінал     | Півфінал        | Фінал           | Фінал |
| Спортсмен       | Очков        | Номер посіву | Суперник Очков                 | Суперник Очков  | Суперник Очков  | Суперник Очков  | Суперник Очков  | Суперник Очков  | Місце |
| --------------- | ------------ | ------------ | ------------------------------ | --------------- | --------------- | --------------- | --------------- | --------------- | ----- |
| Сифа Таумоепеау | 563          | 62           | Марко Гальяццо (3) Пор 122–156 | Закінчив виступ | Закінчив виступ | Закінчив виступ | Закінчив виступ | Закінчив виступ | 61    |